# Benson Burner
Benson Burner è un doppio album raccolta di George Benson, pubblicato dalla Columbia Records nel 1976. La raccolta contiene brani registrati nel 1966 e nel 1967.

## Tracce
Brani composti da George Benson, tranne dove indicato
Lato A
1. Bayou – 3:32 (Jimmy Smith) – Registrato il 1º agosto 1966 a New York City, New York
2. Hammond's Bossa Nova – 3:10 – Registrato il 9 febbraio 1966 a New York City, New York
3. Willow Weep for Me – 7:27 (Ann Ronell) – Registrato il 9 febbraio 1966 a New York City, New York
4. Clabber Biscuits – 2:28 (Edward Osmund Bland) – Registrato il 23 maggio 1967 a New York City, New York
5. Chicken Giblets – 2:37 (M. Bland (Edward Osmund Bland)) – Registrato il 23 maggio 1967 a New York City, New York
6. Mama Wailer – 2:36 (Lonnie Smith) – Registrato il 22 novembre 1966 a New York City, New York

Lato B
1. Goodnight – 2:21 – Registrato il 22 novembre 1966 a New York City, New York
2. The Man from Toledo – 2:09 – Registrato il 22 novembre 1966 a New York City, New York
3. My Babe – 3:25 (Willie Dixon) – Registrato il 22 novembre 1966 a New York City, New York
4. Minor Truth – 4:07 (Harold Ousley) – Registrato il 27 maggio 1966 a New York City, New York
5. Slow Scene – 3:12 – Registrato il 6 settembre 1966 a New York City, New York
6. Flamingo – 5:04 (Edmund Anderson, Theodor (Ted) Grouya) – Registrato il 6 settembre 1966 a New York City, New York
7. Redwood City – 2:43 – Registrato il 10 gennaio 1966 a New York City, New York

Lato C
1. The Cooker – 4:16 – Registrato il 19 ottobre 1966 a New York City, New York
2. Return of the Prodigal Son – 2:33 (Harold Ousley) – Registrato il 19 ottobre 1966 a New York City, New York
3. Push, Push – 4:38 – Registrato il 1º agosto 1966 a New York City, New York
4. Benson's Rider – 5:30 – Registrato il 19 ottobre 1966 a New York City, New York
5. Doin' the Thing – 2:45 – Registrato il 23 maggio 1967 a New York City, New York
6. Bright Eyes – 2:50 (Lonnie Smith) – Registrato il 27 maggio 1966 a New York City, New York

Lato D
1. Myna Bird Blues – 4:35 – Registrato il 9 febbraio 1966 a New York City, New York
2. What Do You Think – 2:45 (Lonnie Smith) – Registrato il 27 maggio 1966 a New York City, New York
3. Keep Talkin' – 2:21 (Lonnie Smith) – Registrato il 27 maggio 1966 a New York City, New York
4. Peg-Leg Jack – 2:57 – Registrato il 10 gennaio 1966 a New York City, New York
5. Jaguar – 2:44 – Registrato il 9 febbraio 1966 a New York City, New York
6. Hello Birdie – 3:58 – Registrato il 15 marzo 1966 a New York City, New York
7. Ain't That Peculiar – 2:54 (William (Smokey) Robinson, Warren Moore, Marvin Tarplin, Robert Rogers) – Registrato il 15 marzo 1966 a New York City, New York
8. Forevermore – 4:02 – Registrato il 15 marzo 1966 a New York City, New York

## Musicisti
Bayou - Push Push - Jumpin' with Symphony Sid
- George Benson - chitarra
- Lonnie Smith - organo
- Bennie Green - trombone
- Al Hall - trombone
- Ronnie Cuber - contrabbasso
- Albert Winston - basso elettrico
- Billy Kaye - batteria
- Lenny Sced - congas

Hammond's Bossa Nova
- George Benson - chitarra
- Lonnie Smith - organo
- Ronnie Cuber - contrabbasso
- Jimmy Lovelace - batteria

Willow Weep for Me - Myna Bird Blues - Jaguar
- George Benson - chitarra
- Lonnie Smith - organo
- Ronnie Cuber - contrabbasso
- Jimmy Lovelace - batteria

Clabber Biscuits - Chicken Giblets
- George Benson - chitarra
- Lonnie Smith - pianoforte
- King Curtis - sassofono tenore
- Jimmy Lovelace - batteria

Mama Wailer - My Babe
- George Benson - chitarra
- Melvin Sparks - chitarra
- Lonnie Smith - organo
- Blue Mitchell - tromba
- King Curtis - sassofono tenore elettrico
- Ronnie Cuber - contrabbasso
- Charlie Persip - batteria

Goodnight - The Man from Toledo
- George Benson - chitarra
- Lonnie Smith - organo
- Blue Mitchell - tromba
- King Curtis - sassofono tenore elettrico
- Ronnie Cuber - contrabbasso
- Marion Booker - batteria

Minor Truth - Keep Talkin' - What Do You Think - Bright Eyes
- George Benson - chitarra
- Al Michelle - chitarra
- Lonnie Smith - organo
- Blue Mitchell - tromba
- Harold Ousley - sassofono tenore
- Howard Johnson - contrabbasso
- Charlie Persip - batteria

Slow Scene - Flamingo
- George Benson - chitarra
- Lonnie Smith - organo
- Ronnie Cuber - contrabbasso
- Jimmy Lovelace - batteria

Redwood City - Peg Leg Jack
- George Benson - chitarra
- Lonnie Smith - organo
- Ronnie Cuber - contrabbasso
- Ray Lucas - batteria

Hello Birdie - Forevermore
- George Benson - chitarra
- Lonnie Smith - organo
- Ronnie Cuber - contrabbasso
- Jimmy Lovelace - batteria

Ain't That Peculiar
- George Benson - chitarra
- Lonnie Smith - organo
- Ronnie Cuber - contrabbasso
- Ray Lucas - batteria[2]